# Al-Musta'in I. (Saragossa)

Die Taifa-Königreiche im Jahr 1037

Al-Mustain I. (arabisch المستعين, DMG al-Mustaʿīn; gestorben 1047) war Gründer und erster Emir der Dynastie der Hudiden. Er regierte im Taifa-Königreich von Saragossa von 1039 bis 1047.

## Etymologie
Al-Mustain I. hieß mit eigentlichem Namen Sulaiman ibn Muhammad, arabisch سليمان بن محمد, DMG Sulaimān b. Muḥammad, beziehungsweise vollständig أبو أيوب سليمان بن محمد بن هود الجذامي المستعين / Abū Ayyūb Sulaimān b. Muḥammad b. Hūd al-Ǧuḏāmī al-Mustaʿīn. Der Ehrentitel al-Mustaʿīn bedeutet im Arabischen der zu Gott Flehende.

## Biographie
Al-Mustain I. begann seine Laufbahn unter dem jungen Umayyaden-Kalifen Hischam II., der noch unter der Vormundschaft seines Onkels und Wesirs Almansor stand. Während der Bürgerkriege, die gegen Ende des 10. Jahrhunderts das Kalifat von Córdoba erschütterten, kämpfte er an der Seite von Hischam II. Aus Dankbarkeit wurde er von diesem zum Gouverneur von Saragossa ernannt.
Hischam II. starb im Jahr 1013 und sein Nachfolger Sulaiman 1016, was zu einem offenen Konflikt zwischen Abd ar-Rahman IV. und Ali ibn Hammud an-Nasir führte. Al-Mustain I. ergriff die Partei des Umayyaden Abd ar-Rahman. Zusammen marschierten sie nach Córdoba und besiegten den Hammudiden-Kalifen Ali (gest. 1018). Ihrer beider Heer war aber nicht stark genug, um al-Qasim al-Ma'mun, dem Bruder Alis, standzuhalten. Sie wichen daher zurück und versuchten sodann Granada einzunehmen. Hierbei erlitt Abd ar-Rahman IV. aber eine desaströse Niederlage und kam um. Später erhielt al-Mustain I. dann von Hischam III., dem letzten Kalifen der Umayyaden, aufgrund seiner bewiesenen Treue zwischen 1027 und 1030 Lérida zugesprochen.

## Gründung einer Dynastie
Im Jahr 1031 kam das endgültige Ende des Kalifats der Umayyaden. Der abgesetzte Hischam III. musste nach Lleida fliehen, wo er von al-Musta'in I. aufgenommen wurde. Hischam blieb dann bis zu seinem Tod im Jahr 1036 in Lérida. Trotz der Wirren konnte sich al-Musta'in als Qādī bzw. Gouverneur von Lérida und Tudela behaupten.
Al-Musta'in I. musste sich anfänglich der Angriffe von Sancho III., dem König von Pamplona und Aragon, erwehren, welcher die Nordgrenze seiner Territorien bedrohte. Auch mit dem Taifa-Fürstentum von Saragossa geriet er in Auseinandersetzungen und musste den Tudschibiden als Zeichen seiner Unterlegenheit Tributzahlungen (parias) entrichten. Im Jahr 1038 konnte er aber Saragossa erobern und den Usurpator Abd Allah ben Hakam aus der Stadt verdrängen. Hiermit begründete er die Dynastie der Hudiden in Saragossa.
Al-Musta'in I. versuchte dann, sich die Region von Guadalajara, die vom Herrscher Toledos abhängig war, einzuverleiben. Im komplizierten Spiel der wechselnden Allianzen zwischen christlichen und muslimischen Fürstentümern erhielt al-Musta'in Unterstützung von Ferdinand I. von Kastilien gegen den Emir von Toledo, der wiederum seinerseits mit Garcia III., dem König in Pamplona, verbündet war. Letztendlich musste al-Musta'in I. an alle drei Tribut entrichten, um ein zerbrechliches Gleichgewicht herstellen und erhalten zu können.
Gegen Ende seiner Herrschaft teilte al-Musta'in I. seinen Herrschaftsbereich wie folgt unter seinen fünf Söhnen auf: Yusuf ibn Sulaiman bekam Lérida, Lubb ibn Sulaiman Huesca, Mundir ibn Suliman Tudela, Muhammad ibn Sulaiman Calatayud und in Saragossa setzte er seinen Sohn Ahmad I. al-Muqtadir ein. Schon ab 1046 (noch zu seinen Lebzeiten) versuchte ein jeder seiner Söhne unabhängig zu werden. Bei al-Muqtadirs Tod im Jahr 1047 erklärten sich alle Söhne zu Königen und ließen als Zeichen ihrer Souveränität Münzen prägen.